# Ноябревка
Ноябревка (баш. Ноябрь) — деревня в Гафурийском районе Республики Башкортостан Российской Федерации. Входит в состав Янгискаинского сельсовета. 

## География

### Географическое положение
Расстояние до:
- районного центра (Красноусольский): 24 км,
- центра сельсовета (Янгискаин): 4 км,
- ближайшей ж/д станции (Белое Озеро): 33 км.

## Население
| 2002 | 2009 | 2010 |
| ---- | ---- | ---- |
| 11   | ↘10  | ↘8   |